# Ztracený podzim
Ztracený podzim je studiové album Vladimíra Mišíka v doprovodu skupiny Etc.... Album vyšlo v roce 2010, šest let po vydání předchozího studiového alba Umlkly stroje. Na albu se již nepodílel dlouholetý houslista Jan Hrubý, ten byl nahrazen Vladimírem Pavlíčkem.

## Seznam skladeb
| Pořadí | Název                | Autor                                  | Délka |
| ------ | -------------------- | -------------------------------------- | ----- |
| 1.     | U nádraží            | Mišík, Kainar                          | 4:20  |
| 2.     | Balada               | Mišík, Gellner                         | 3:35  |
| 3.     | Ztracený podzim      | Mišík, Bok                             | 3:34  |
| 4.     | Páteční cajun        | Veselý, Mišík                          | 2:49  |
| 5.     | Vabank               | Mišík, Třešňák                         | 3:34  |
| 6.     | Ta láska             | Mišík, Kainar                          | 4:18  |
| 7.     | S nebem to mám dobrý | Mišík, Skála, Dědeček                  | 4:27  |
| 8.     | Vymaž mě z mobilu    | Mišík, Veselý, Eben                    | 3:48  |
| 9.     | Smůlu mám            | Mišík                                  | 3:32  |
| 10.    | Nezoufej si          | Mišík                                  | 4:02  |
| 11.    | Vzduchoplavec        | Mišík                                  | 2:56  |
| 12.    | 1984                 | Mišík, Pokorný, Skála, Veselý, Zelenka | 3:56  |
| 13.    | Ďáblíci              | Mišík, Kainar                          | 3:06  |

## Sestava
Etc…
- Vladimír Mišík – zpěv
- Jiří Veselý – baskytara, Hammondovy varhany, akordeon
- Pavel Skála – akustická kytara, elektrická kytara
- Petr Pokorný – elektrická kytara, slide kytara
- Jiří Zelenka – bicí, tamburína
- Vladimír Pavlíček – housle, viola

Hosté
- Jaroslav „Olin“ Nejezchleba – violoncello
- Pavel Bohatý – zpěv
- František Kop – tenorsaxofon
- Jiří Hanzlík – barytonsaxofon
- Pavel Herzog – trubka
- Martin Líska – pozoun
- Vladimír Pecha – programming